# Třesavka vysokohlavá
Třesavka vysokohlavá (Pholcus alticeps) je druh pavouka z čeledi třesavkovití.

## Popis
Velikost tohoto druhu je mezi třesavkou sekáčovitou a třesavkou velkou. Skvrnu na hlavohrudi má podobnou spíše třesavce velké, ačkoliv u třesavky vysokohlavé je skvrna spíše nevýrazná.